# Список земноводных и пресмыкающихся Новой Зеландии

Новая Зеландия на карте мира

Список земноводных и пресмыкающихся Новой Зеландии включает виды герпетофауны, распространённые на территории Новой Зеландии, в том числе 6 видов бесхвостых земноводных, 1 вид клювоголовых, 43 вида гекконов семейства Diplodactylidae, 64 вида сцинков, 4 вида морских змей и 5 видов морских черепах.

## Бесхвостые земноводные (Anura)

### Leiopelmatidae
- род Лейопельмы (Leiopelma)
  - Leiopelma archeyi Turbott, 1942 — Лейопельма Арчи
  - Leiopelma hamiltoni McCulloch, 1919 — Лейопельма Гамильтона
  - Leiopelma hochstetteri Fitzinger, 1861 — Северная лейопельма

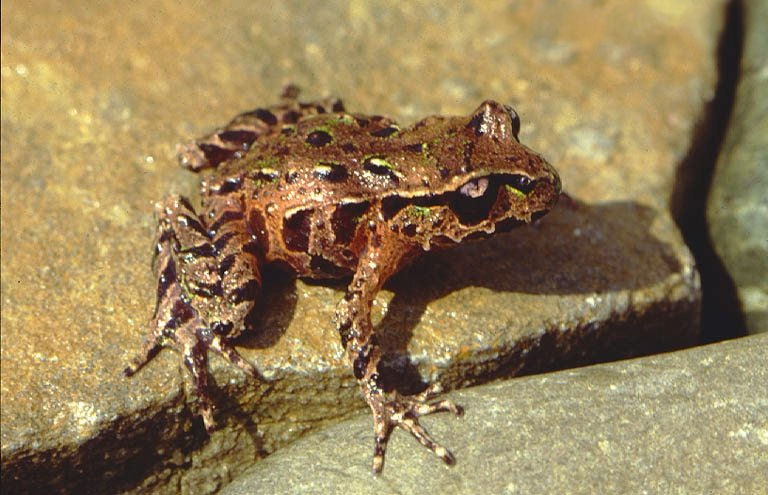
Лейопельма Арчи
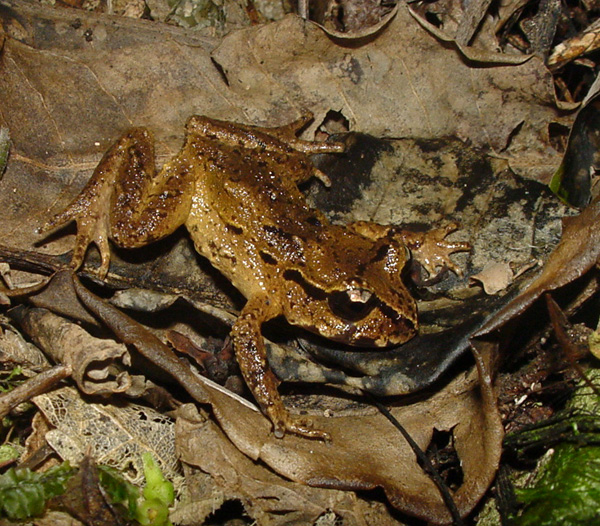
Лейопельма Гамильтона
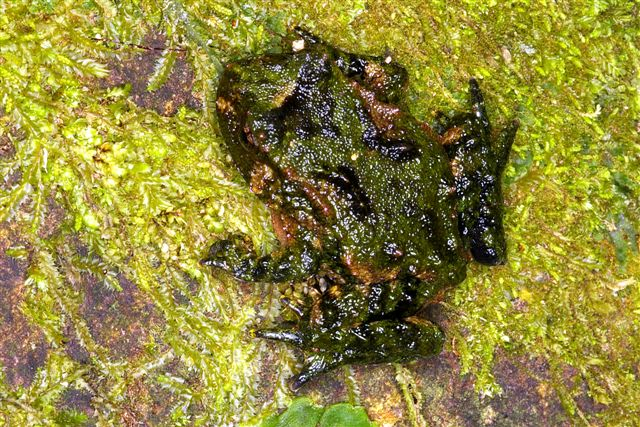
Северная лейопельма

### Квакши(Hylidae)
- род Литории (Litoria)
  - Litoria ewingii (Duméril and Bibron, 1841) — Бурая литория — интродуцирована из Тасмании в 1875 году.
- род Ranoidea
  - Ranoidea aurea (Lesson, 1829) — Золотистая квакша — интродуцирована из Австралии в 1860-х годах.
  - Ranoidea raniformis (Keferstein, 1867) — Разноцветная литория — интродуцирована из Тасмании в 1867 году.

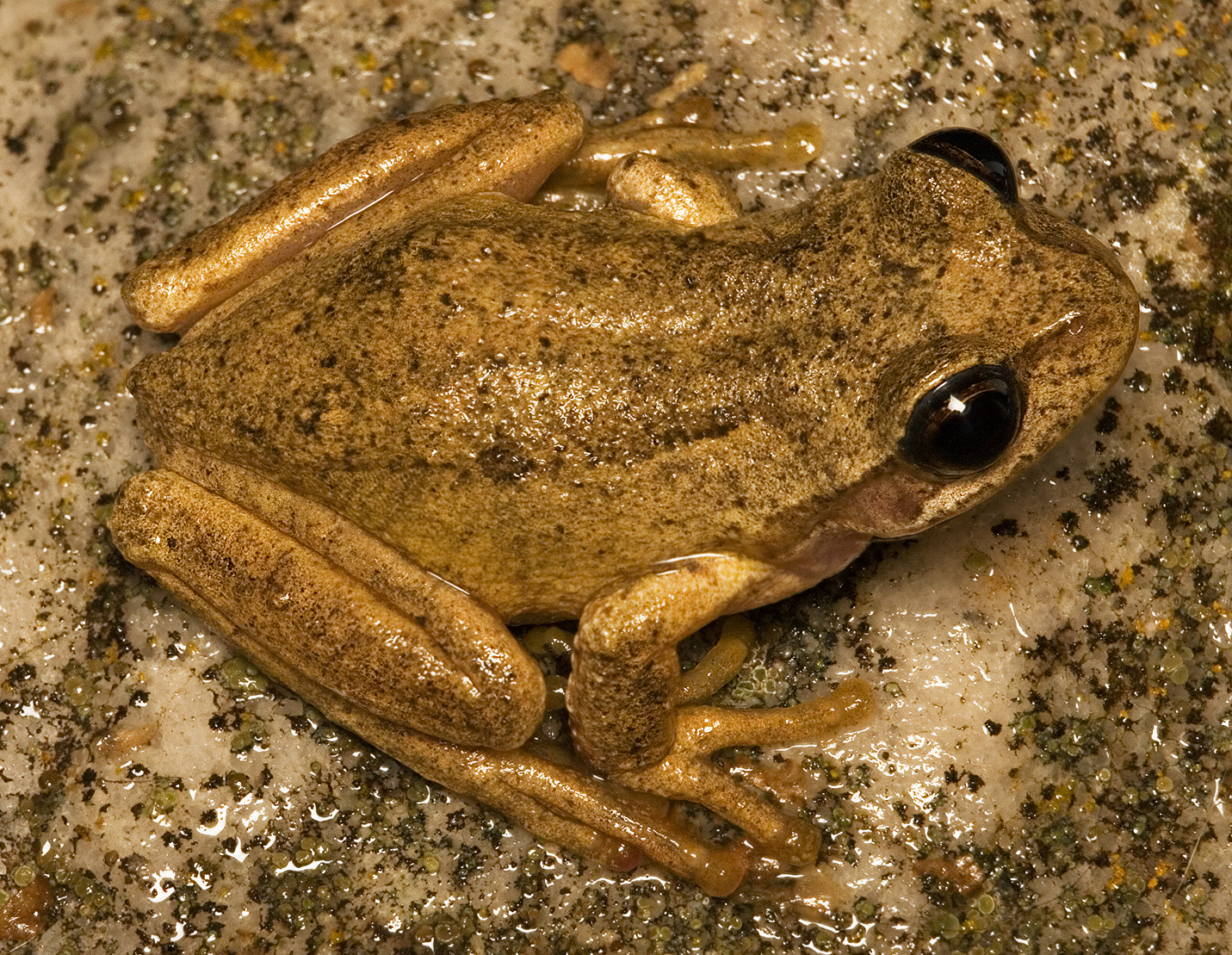
Бурая литория
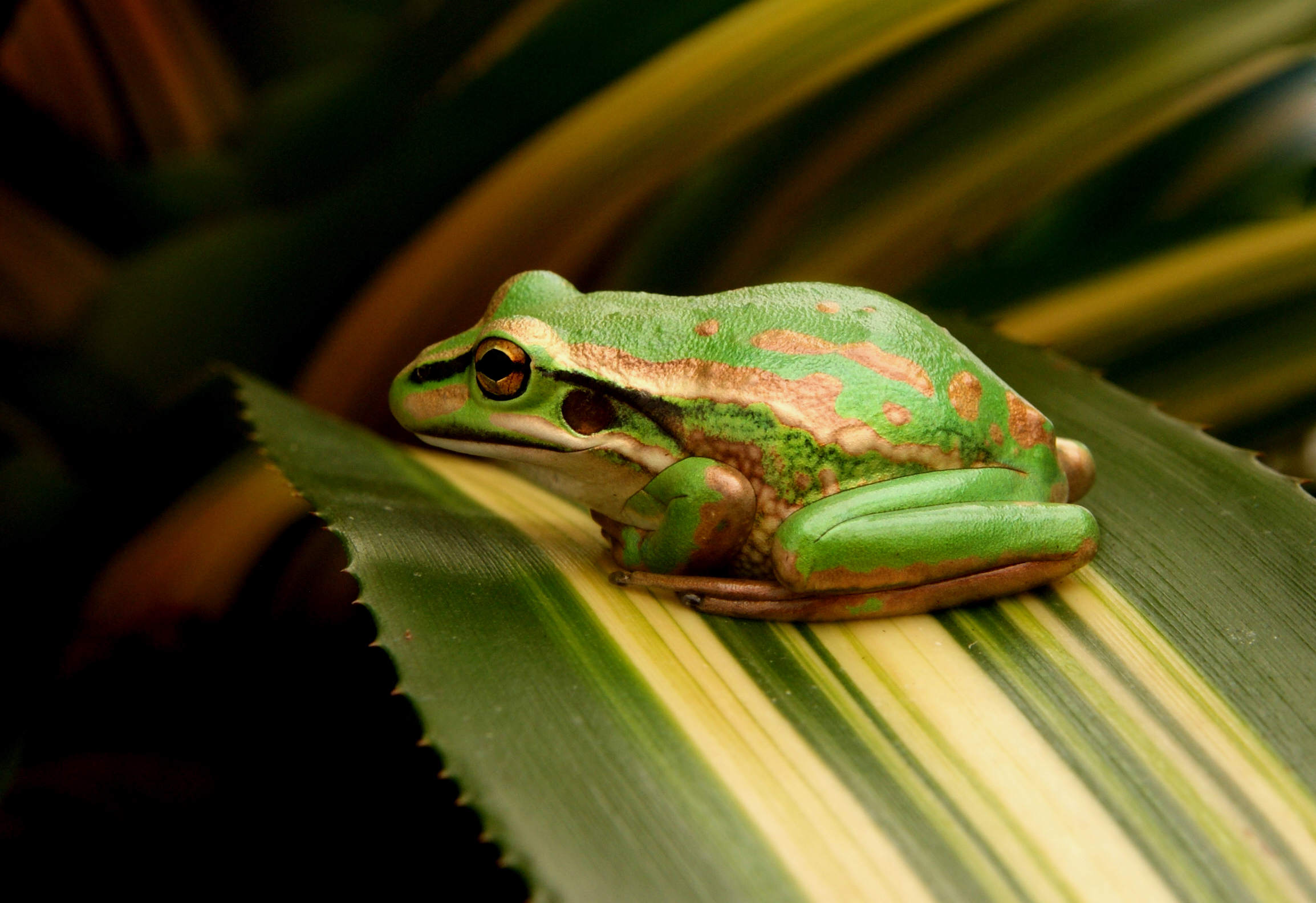
Золотистая квакша
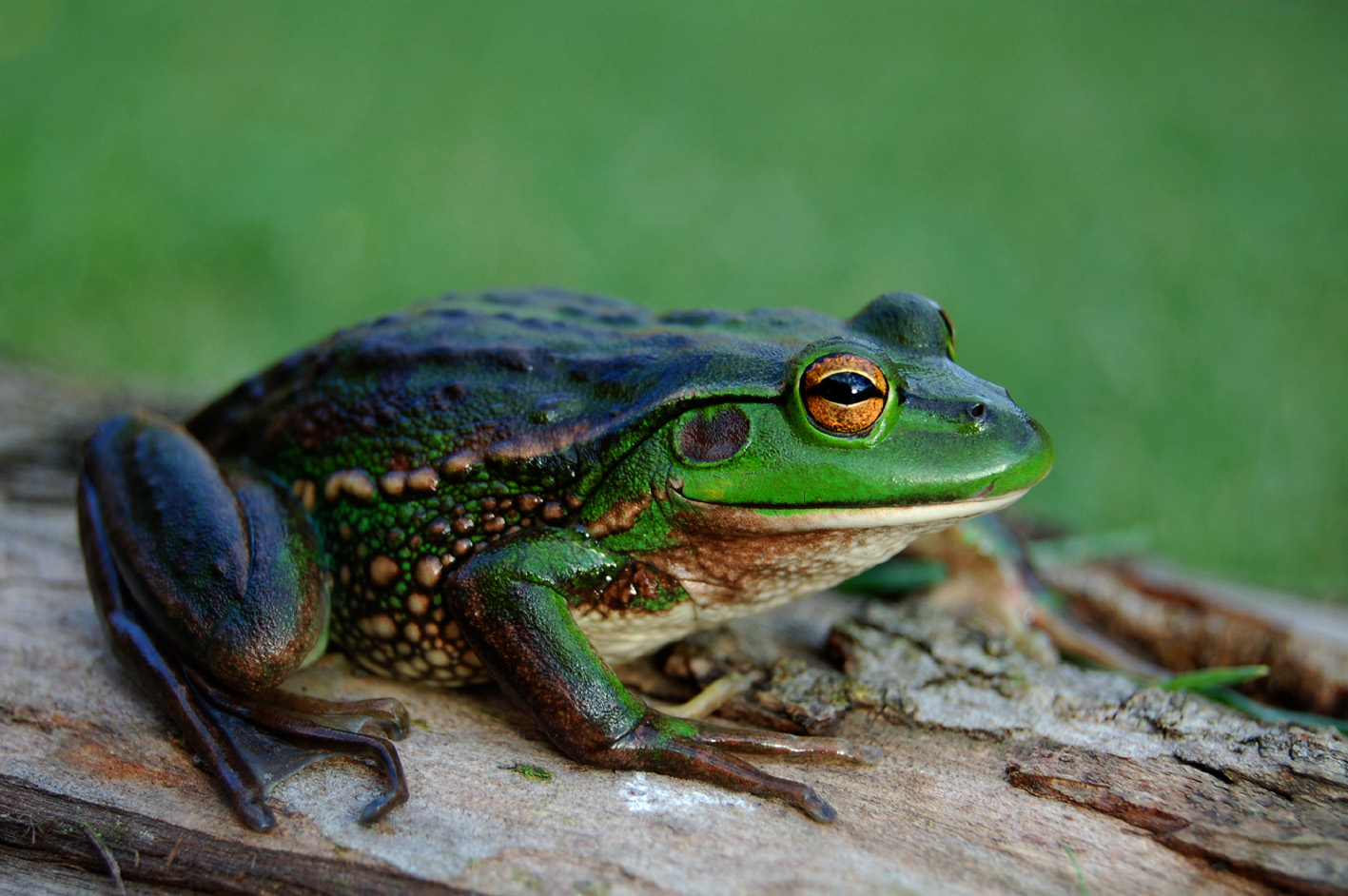
Разноцветная литория

## Клювоголовые (Rhynchocephalia)

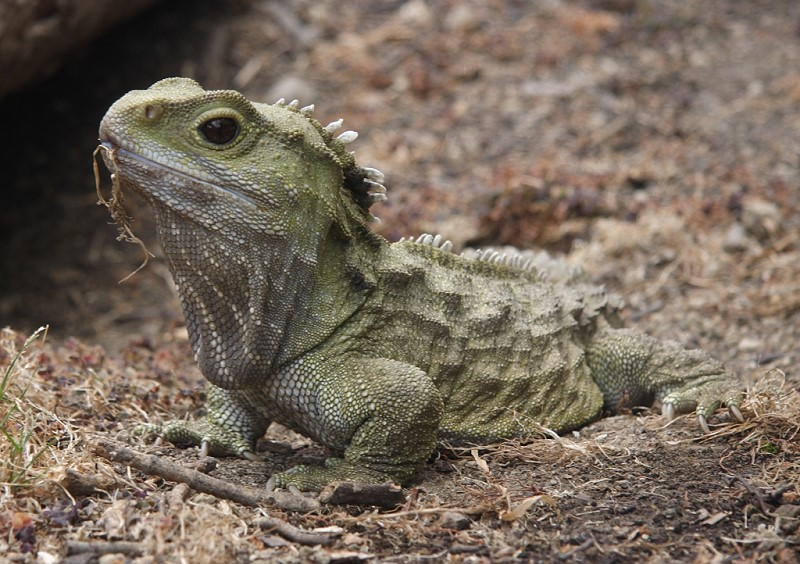
Гаттерия

- Sphenodon punctatus (Gray, 1842) — Гаттерия

## Чешуйчатые(Squamata)

### Diplodactylidae
- род Dactylocnemis
  - Dactylocnemis pacificus (Gray, 1842) — Тихоокеанский живородящий геккон
- род Hoplodactylus — Живородящие новозеландские гекконы
  - Hoplodactylus duvaucelii (Duméril & Bibron, 1836)
- род Mokopirirakau
  - Mokopirirakau cryptozoicus (Jewell & Leschen, 2004)
  - Mokopirirakau galaxias Knox, Hitchmough, Nielsen, Jewell & Bell, 2021
  - Mokopirirakau granulatus (Gray, 1845) — Зернистый новозеландский геккон
  - Mokopirirakau kahutarae (Whitaker, 1984)
  - Mokopirirakau nebulosus (McCann, 1955)
- род Naultinus — Новозеландские зелёные гекконы
  - Naultinus elegans Gray, 1842 — Новозеландский стройный геккон
  - Naultinus flavirictus Hitchmough, Nielsen, Lysaght & Bauer, 2021
  - Naultinus gemmeus (McCann, 1955)
  - Naultinus grayii Bell, 1843
  - Naultinus manukanus (McCann, 1955)
  - Naultinus punctatus Gray, 1843
  - Naultinus rudis (Fischer, 1881)
  - Naultinus stellatus Hutton, 1872
  - Naultinus tuberculatus (McCann, 1955)
- род Toropuku
  - Toropuku inexpectatus Hitchmough, Nielsen & Bauer, 2020)
  - Toropuku stephensi (Robb, 1980)
- род Tukutuku
  - Tukutuku rakiurae (Thomas, 1981)
- род Woodworthia
  - Woodworthia chrysosiretica (Robb, 1980)
  - Woodworthia maculata (Gray, 1845)

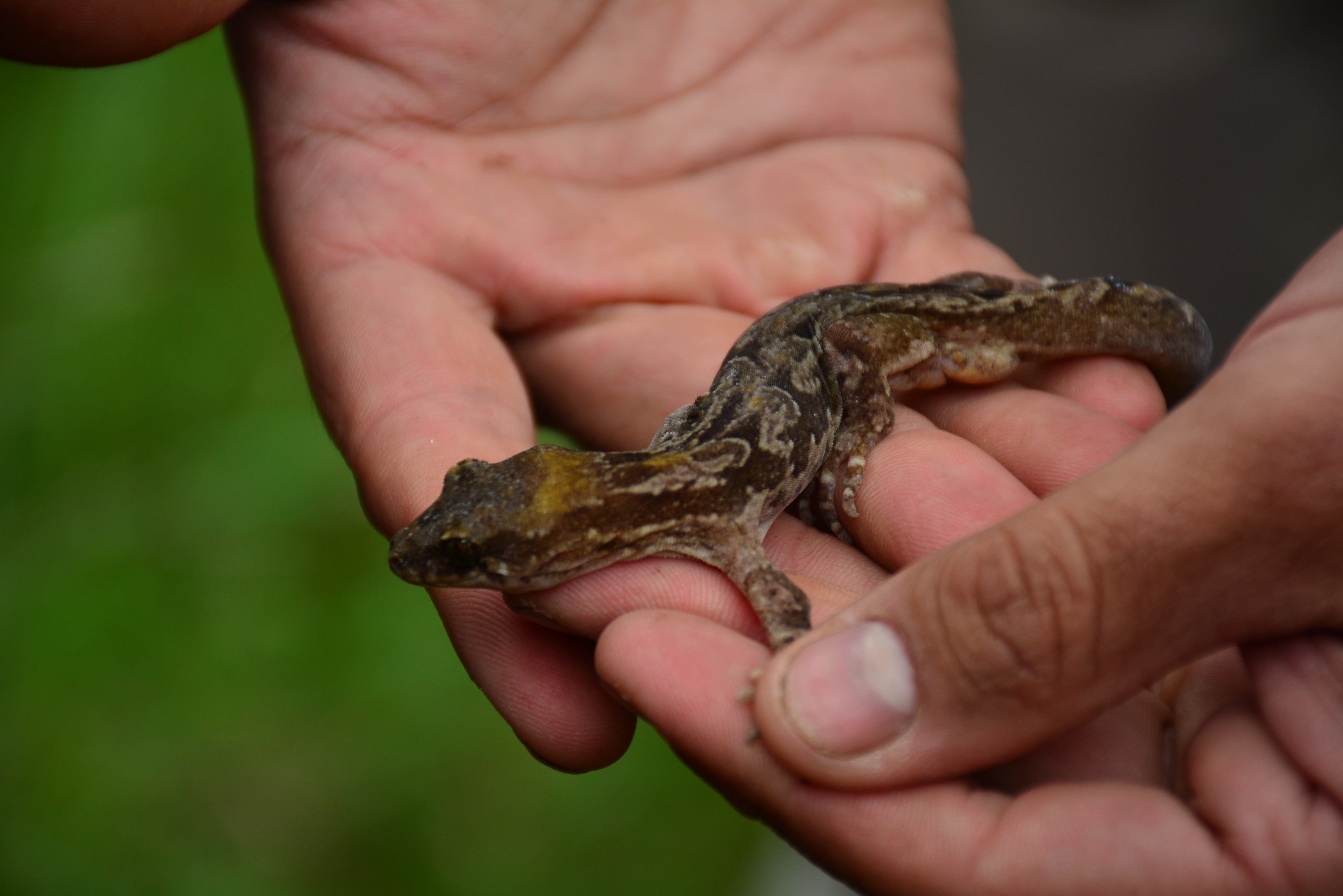
Dactylocnemis pacificus
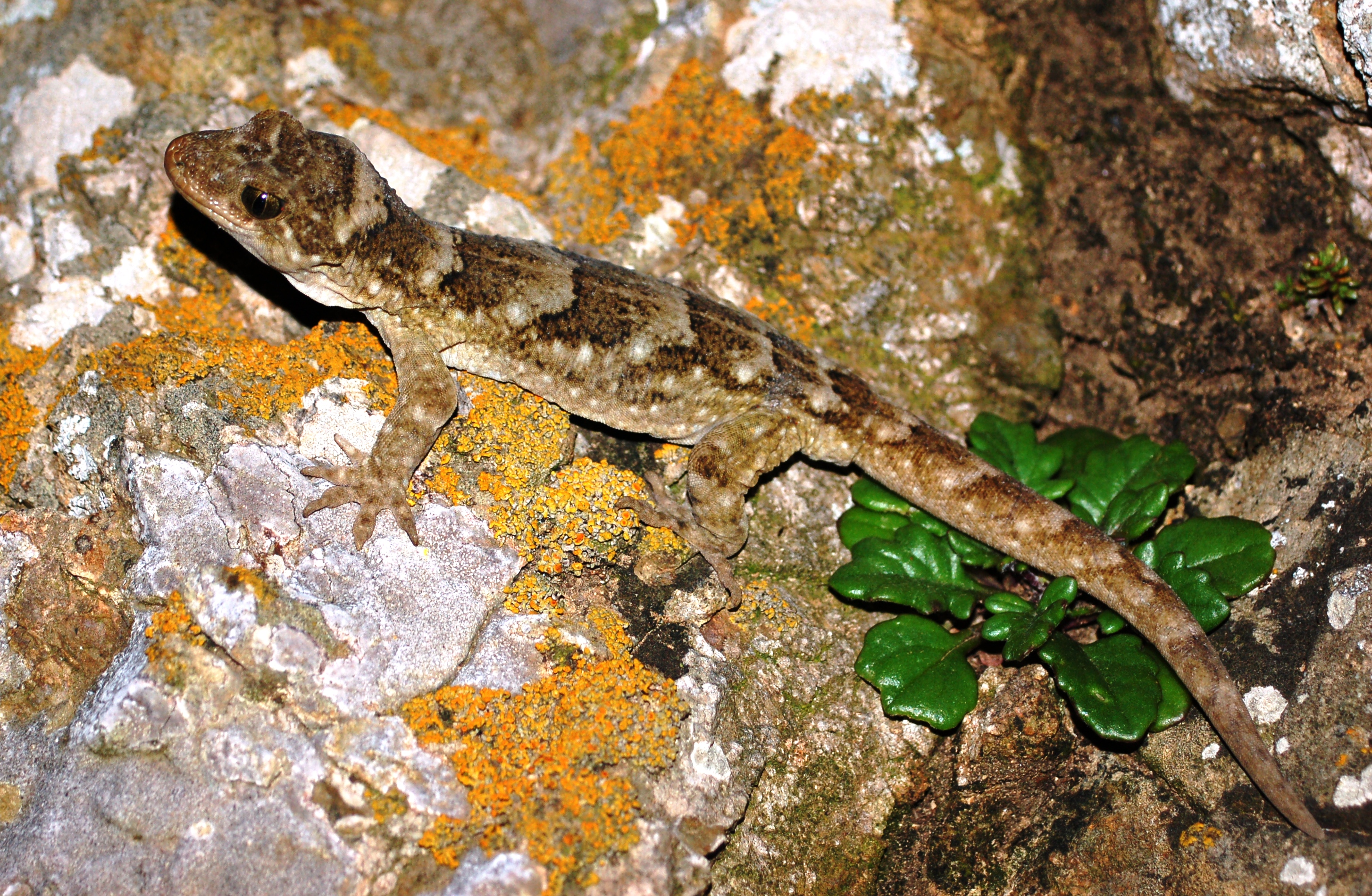
Hoplodactylus duvaucelii
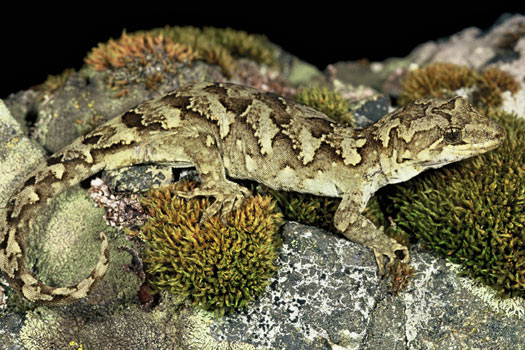
Mokopirirakau cryptozoicus
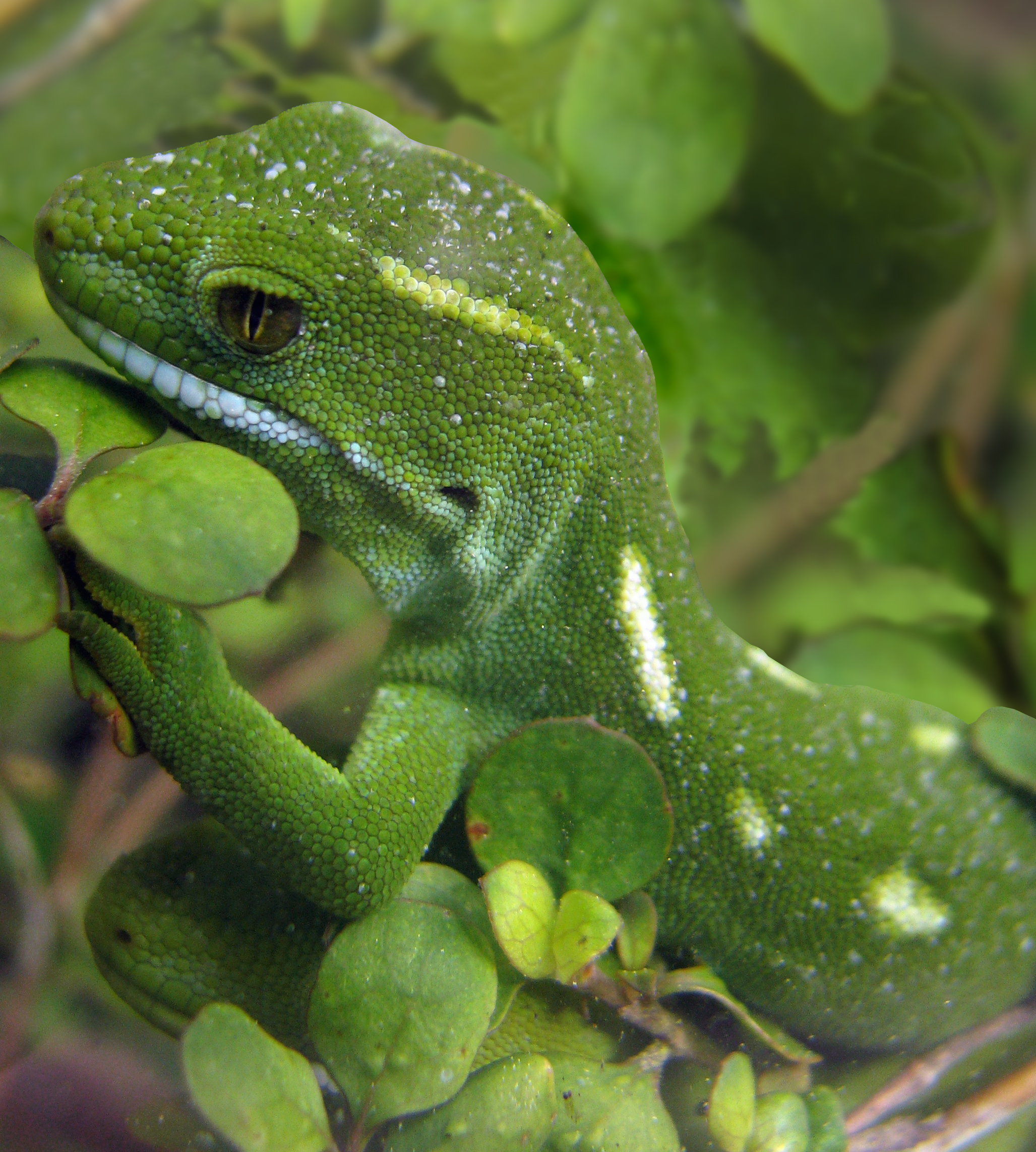
Новозеландский стройный геккон
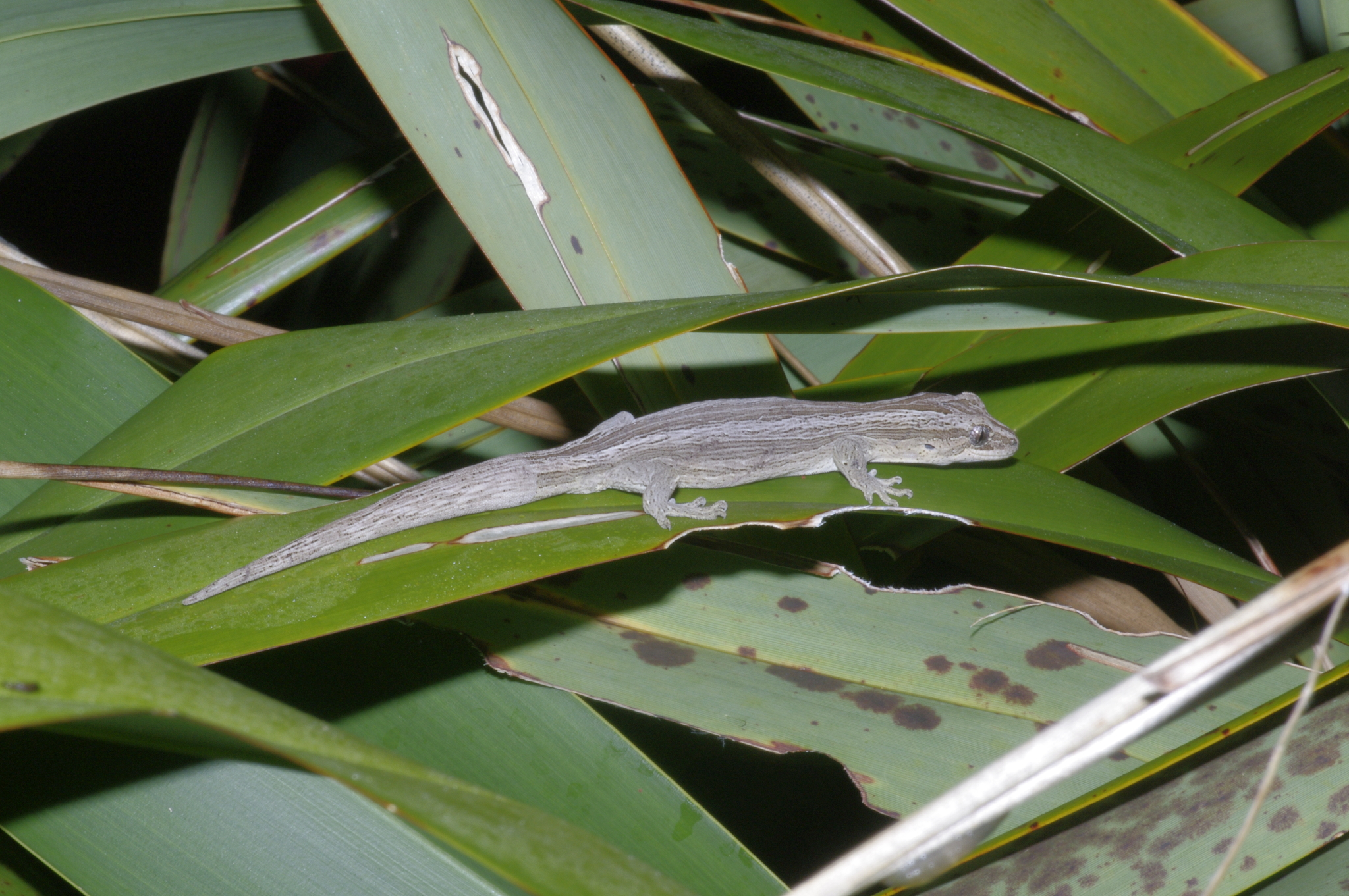
Toropuku stephensi
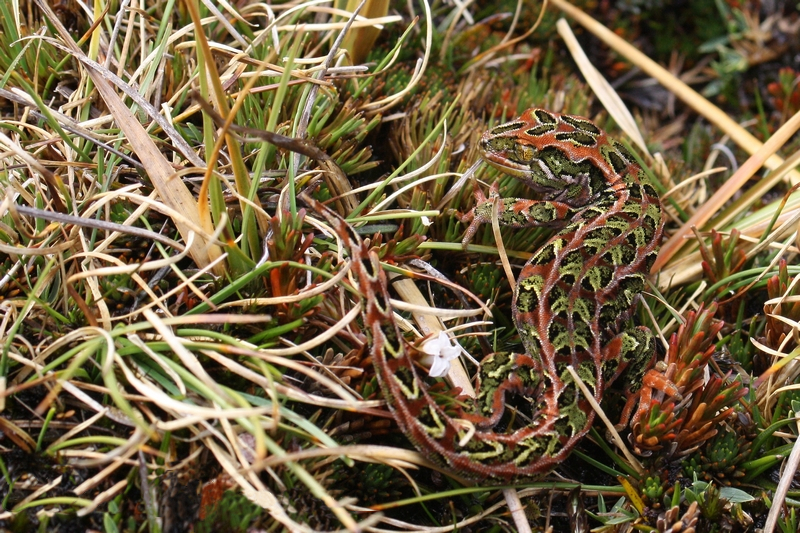
Tukutuku rakiurae
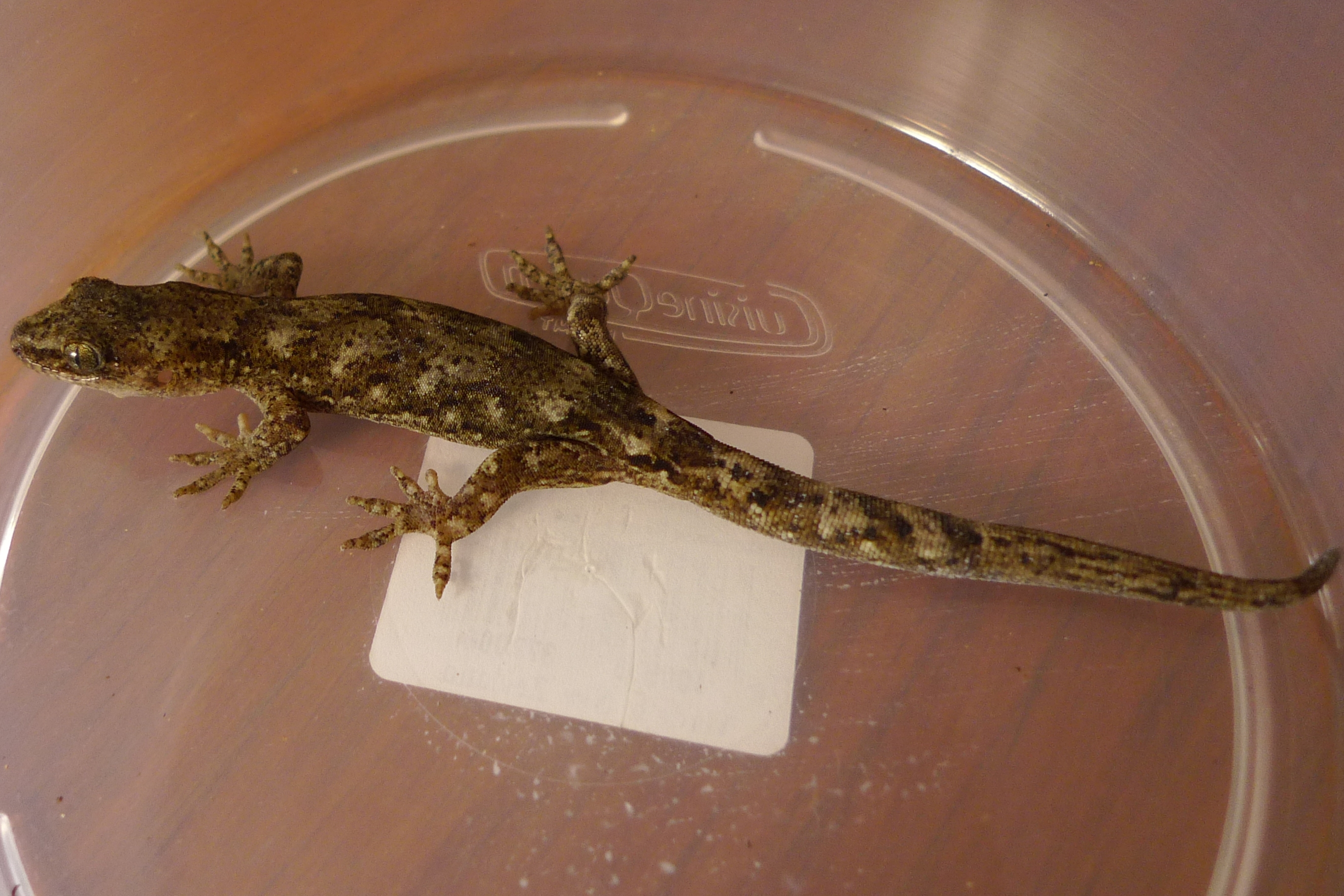
Woodworthia maculata

### Сцинковые(Scincidae)
- род Lampropholis
  - Lampropholis delicata (De Vis, 1888) — интродуцированный вид
- род Oligosoma
  - Oligosoma acrinasum (Hardy, 1977)
  - Oligosoma aeneum (Girard, 1857)
  - Oligosoma alani (Robb, 1970)

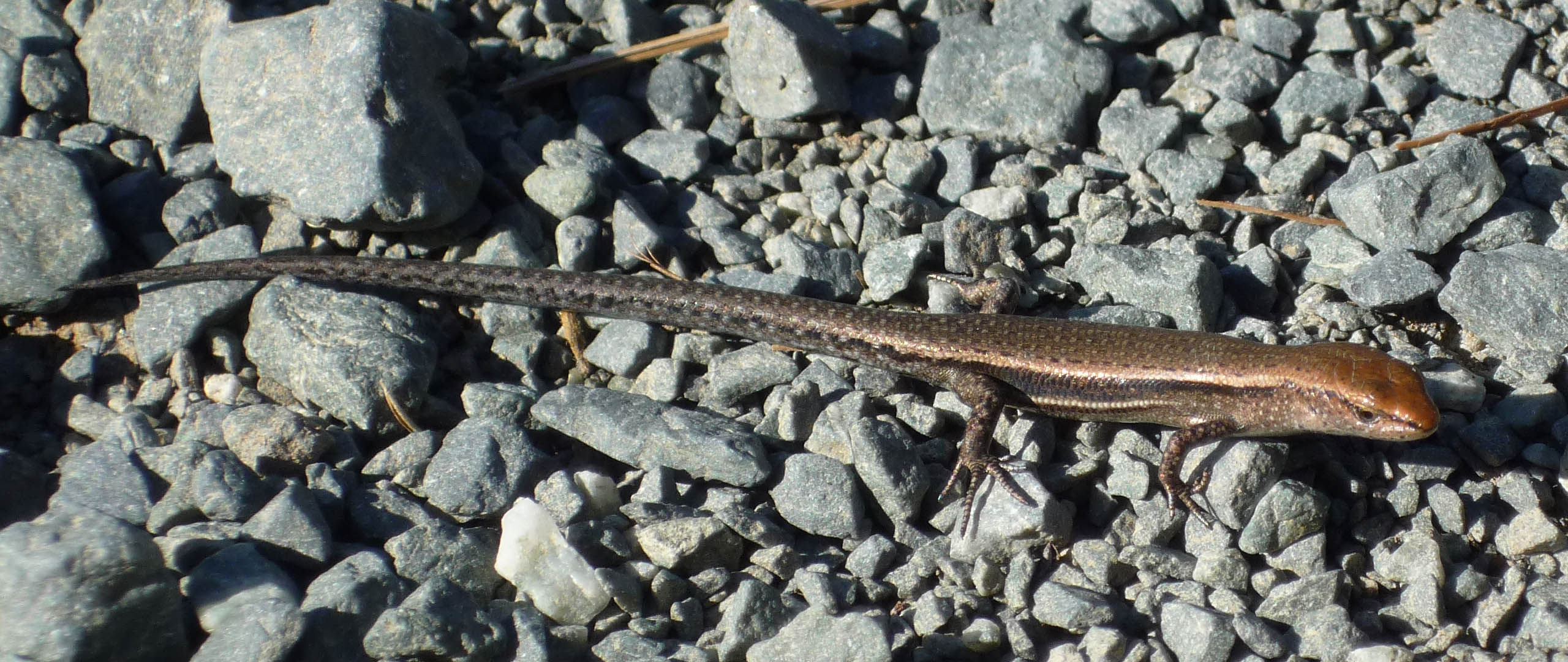
Lampropholis delicata

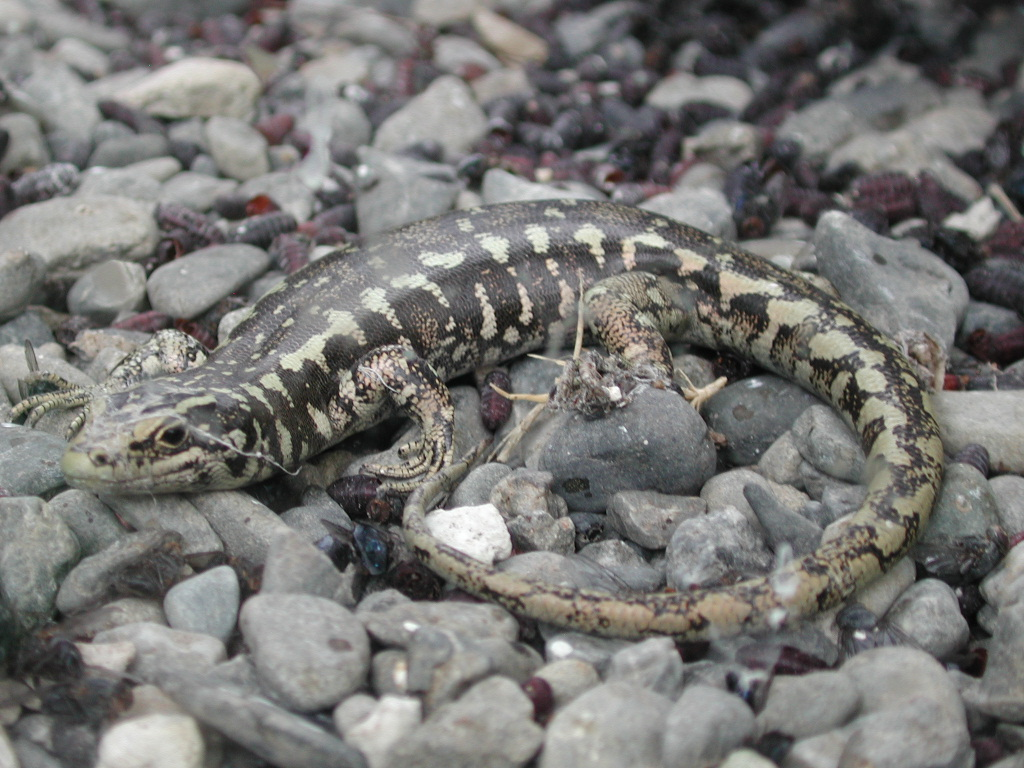
Oligosoma otagense

  - Oligosoma albornense Melzer, Hitchmough, Bell, Chapple & Patterson, 2019
  - Oligosoma awakopaka Jewell, 2017
  - Oligosoma burganae Chapple et al., 2011
  - Oligosoma chloronoton (Hardy, 1977)
  - Oligosoma elium Melzer et al., 2017
  - Oligosoma fallai (McCann, 1955)
  - Oligosoma grande (Gray, 1845)
  - Oligosoma hardyi (Chapple et al., 2008)
  - Oligosoma homalonotum (Boulenger, 1906)
  - Oligosoma hoparatea Whitaker et al., 2018
  - Oligosoma inconspicuum (Patterson & Daugherty, 1990)
  - Oligosoma infrapunctatum (Boulenger, 1887)
  - Oligosoma judgei Patterson & Bell, 2009
  - Oligosoma kahurangi Patterson & Hitchmough, 2021
  - Oligosoma kakerakau Barr, Chapple, Hitchmough, Patterson & Ngātiwai Trust Board, 2021
  - Oligosoma kokowai Melzer et al., 2017
  - Oligosoma levidensum (Chapple et al., 2008)
  - Oligosoma lineoocellatum (Duméril & Duméril, 1851)
  - Oligosoma longipes Patterson, 1997
  - Oligosoma maccanni (Patterson & Daugherty, 1990)
  - Oligosoma macgregori (Robb, 1975)
  - Oligosoma microlepis (Patterson & Daugherty, 1990)
  - Oligosoma moco (Duméril & Bibron, 1839)
  - Oligosoma newmani Wells & Wellington, 1985
  - Oligosoma nigriplantare (Peters, 1873)
  - Oligosoma northlandi (Worthy, 1991)
  - Oligosoma notosaurus (Patterson & Daugherty, 1990)
  - Oligosoma oliveri (McCann, 1955)
  - Oligosoma ornatum (Gray, 1843)
  - Oligosoma otagense (McCann, 1955)
  - Oligosoma pachysomaticum (Robb, 1975)
  - Oligosoma pikitanga Bell & Patterson, 2008
  - Oligosoma polychroma (Patterson & Daugherty, 1990)
  - Oligosoma prasinum Melzer et al., 2017
  - Oligosoma repens Chapple et al., 2011
  - Oligosoma robinsoni Wells & Wellington, 1985
  - Oligosoma roimata Patterson et al., 2013
  - Oligosoma salmo Melzer, Hitchmough, Bell, Chapple & Patterson, 2019
  - Oligosoma smithi (Gray, 1845)
  - Oligosoma stenotis (Patterson & Daugherty, 1994)
  - Oligosoma striatum (Buller, 1871)
  - Oligosoma suteri (Boulenger, 1906)
  - Oligosoma taumakae Chapple & Patterson, 2007
  - Oligosoma tekekahu Chapple et al., 2011
  - Oligosoma toka Chapple et al., 2011
  - Oligosoma townsi (Chapple et al., 2008)
  - Oligosoma waimatense (McCann, 1955)
  - Oligosoma whitakeri (Hardy, 1977)
  - Oligosoma zelandicum (Gray, 1843)

### Аспидовые(Elapidae)
- род Hydrophis — Ластохвосты
  - Hydrophis platurus (Linnaeus, 1766) — Двухцветная пеламида
- род Laticauda — Плоскохвосты
  - Laticauda colubrina (Schneider, 1799) — Желтогубый плоскохвост
  - Laticauda laticaudata (Linnaeus, 1758) — Кольчатый плоскохвост
  - Laticauda saintgironsi Cogger & Heatwole, 2006

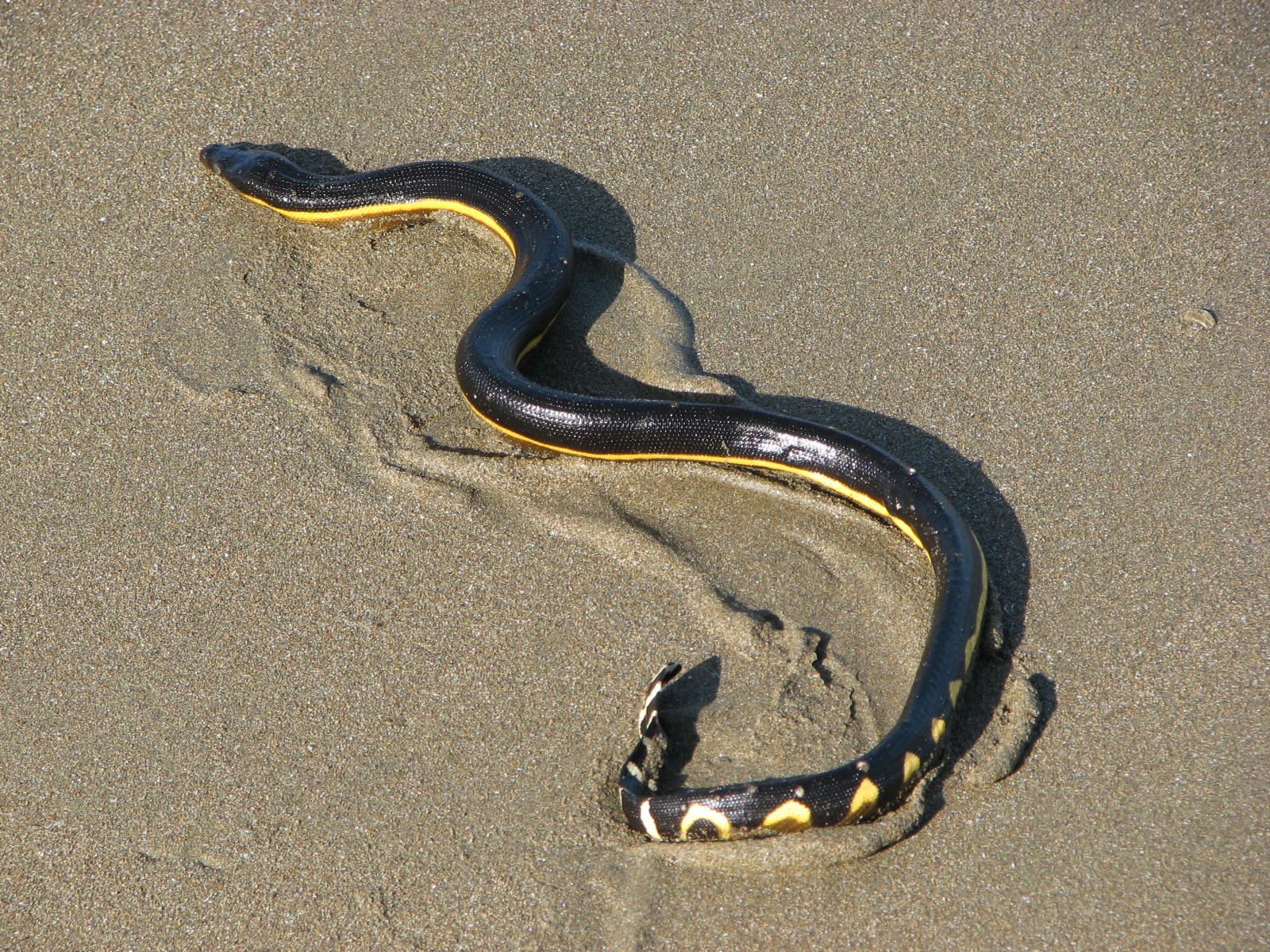
Двухцветная пеламида
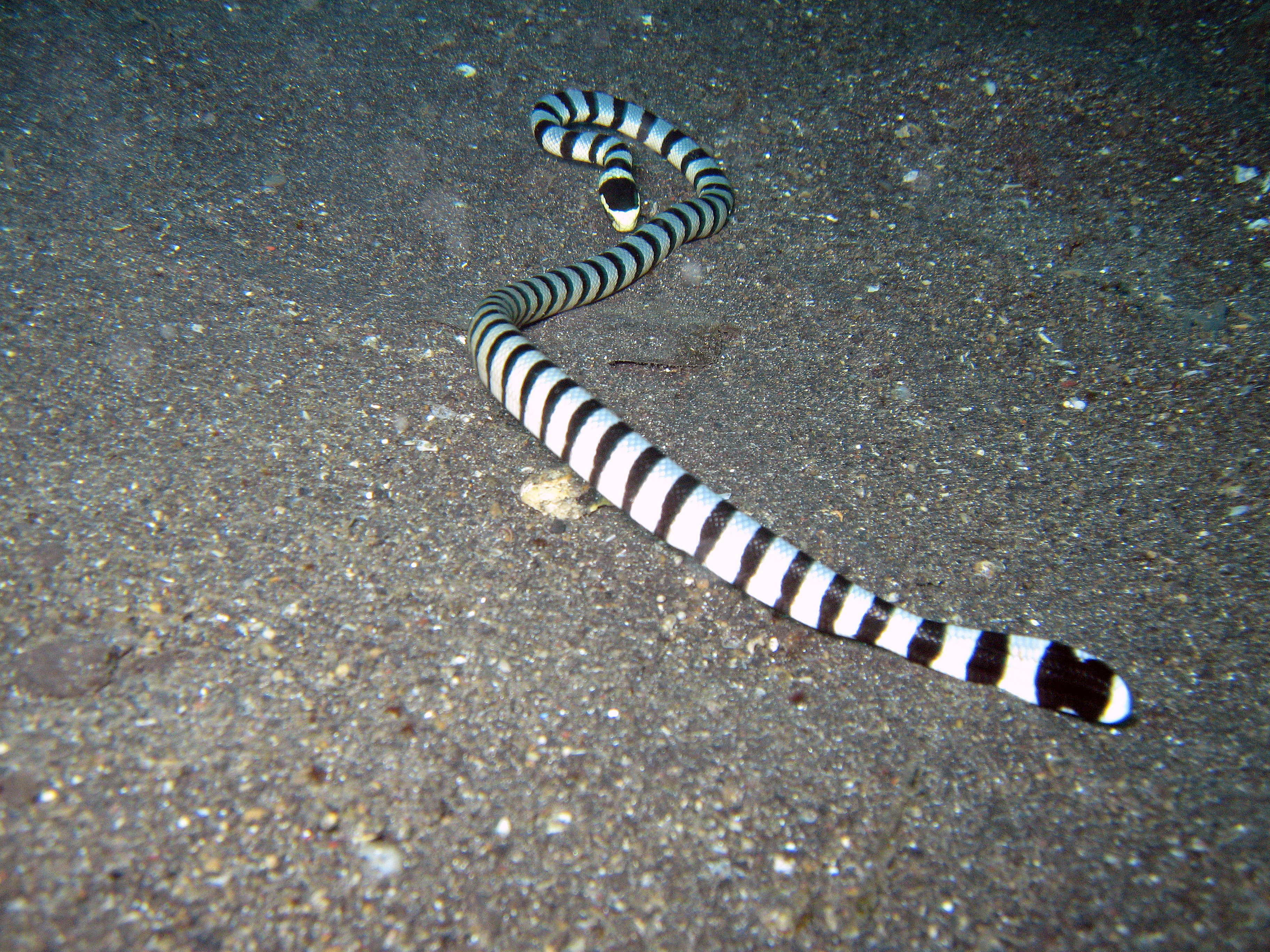
Желтогубый плоскохвост
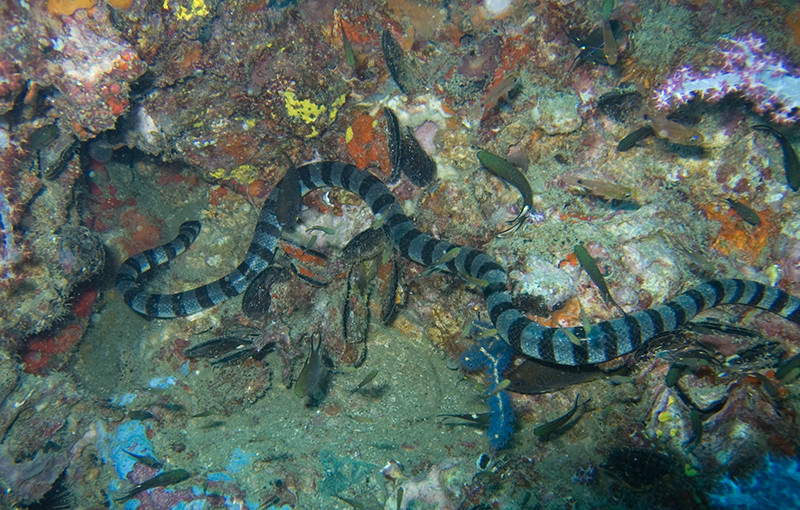
Кольчатый плоскохвост
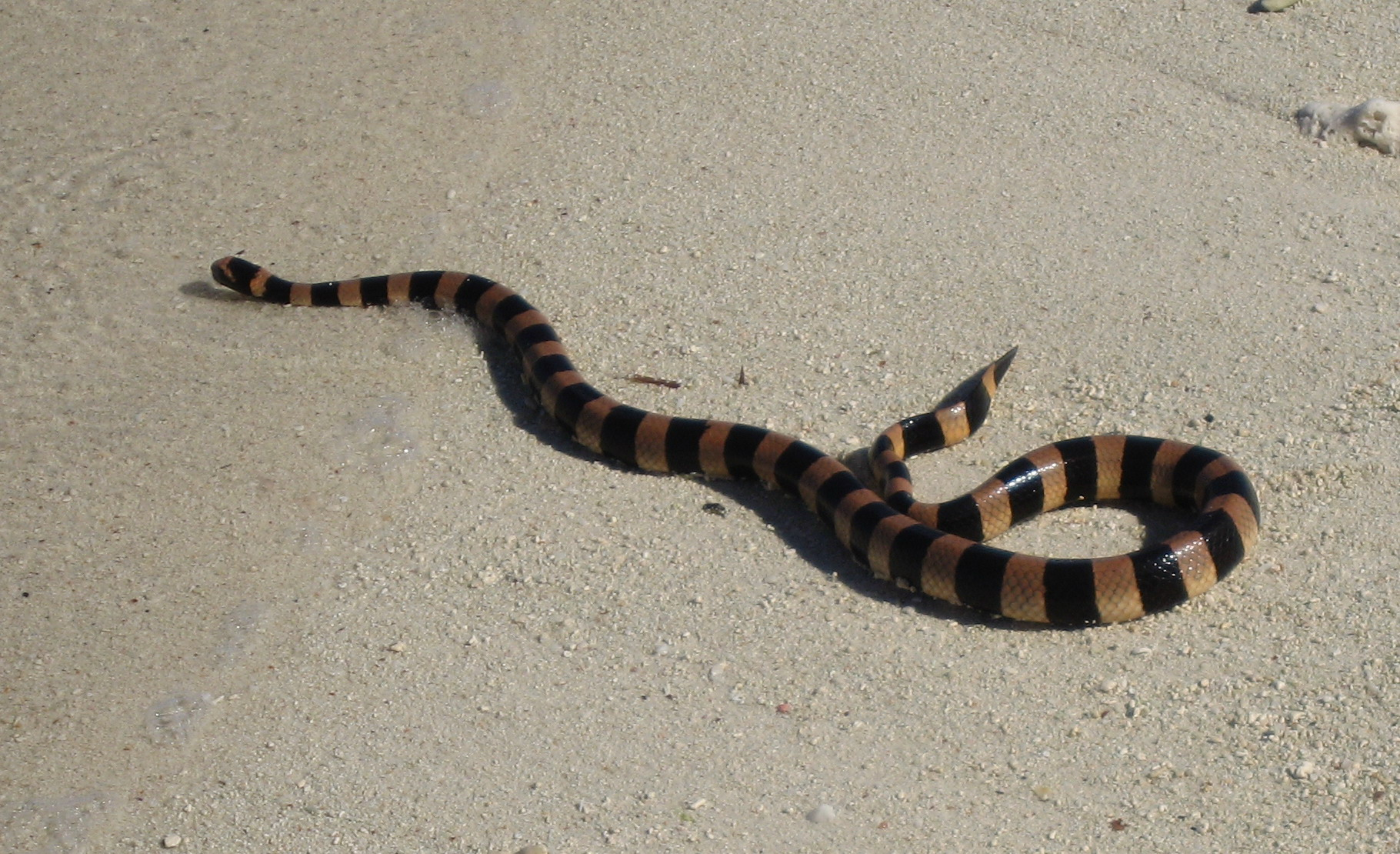
Laticauda saintgironsi

## Черепахи(Testudines)

### Морские черепахи(Cheloniidae)
- род Caretta — Логгерхеды
  - Caretta caretta (Linnaeus, 1758) — Логгерхед
- род Chelonia — Зелёные черепахи
  - Chelonia mydas (Linnaeus, 1758) — Зелёная черепаха
- род Eretmochelys — Биссы
  - Eretmochelys imbricata (Linnaeus, 1766) — Бисса
- род Lepidochelys — Ридлеи
  - Lepidochelys olivacea (Eschscholtz, 1829) — Оливковая черепаха

### Кожистые черепахи(Dermochelyidae)
- род Dermochelys — Кожистые черепахи
  - Dermochelys coriacea (Vandelli, 1761) — Кожистая черепаха

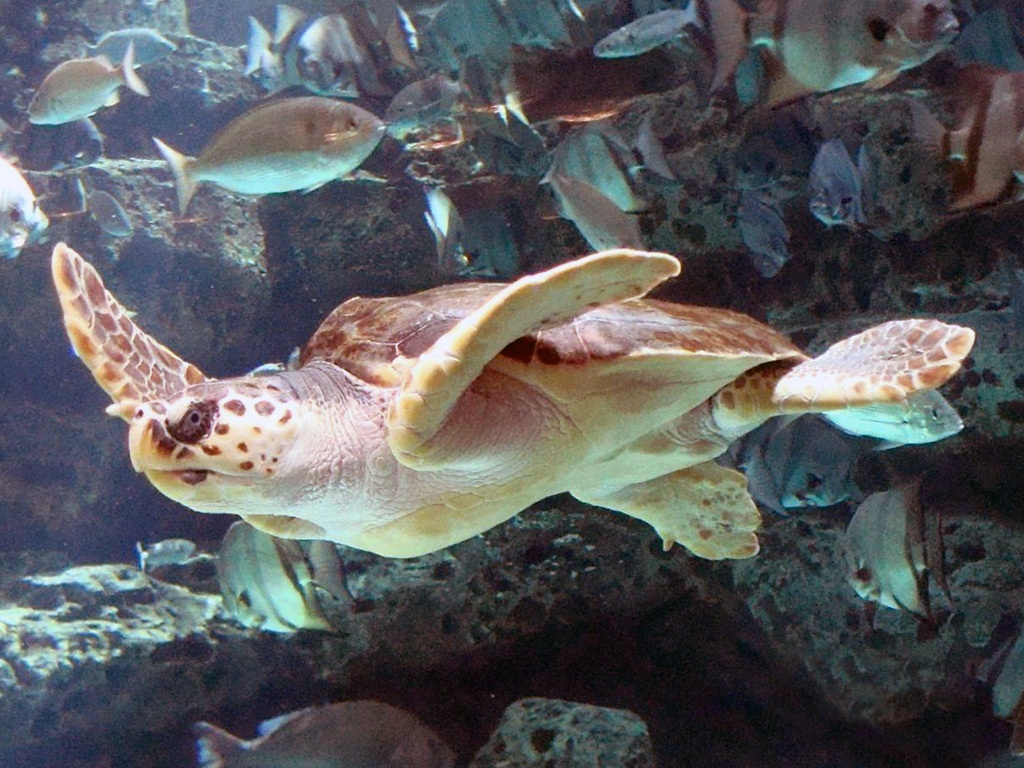
Логгерхед
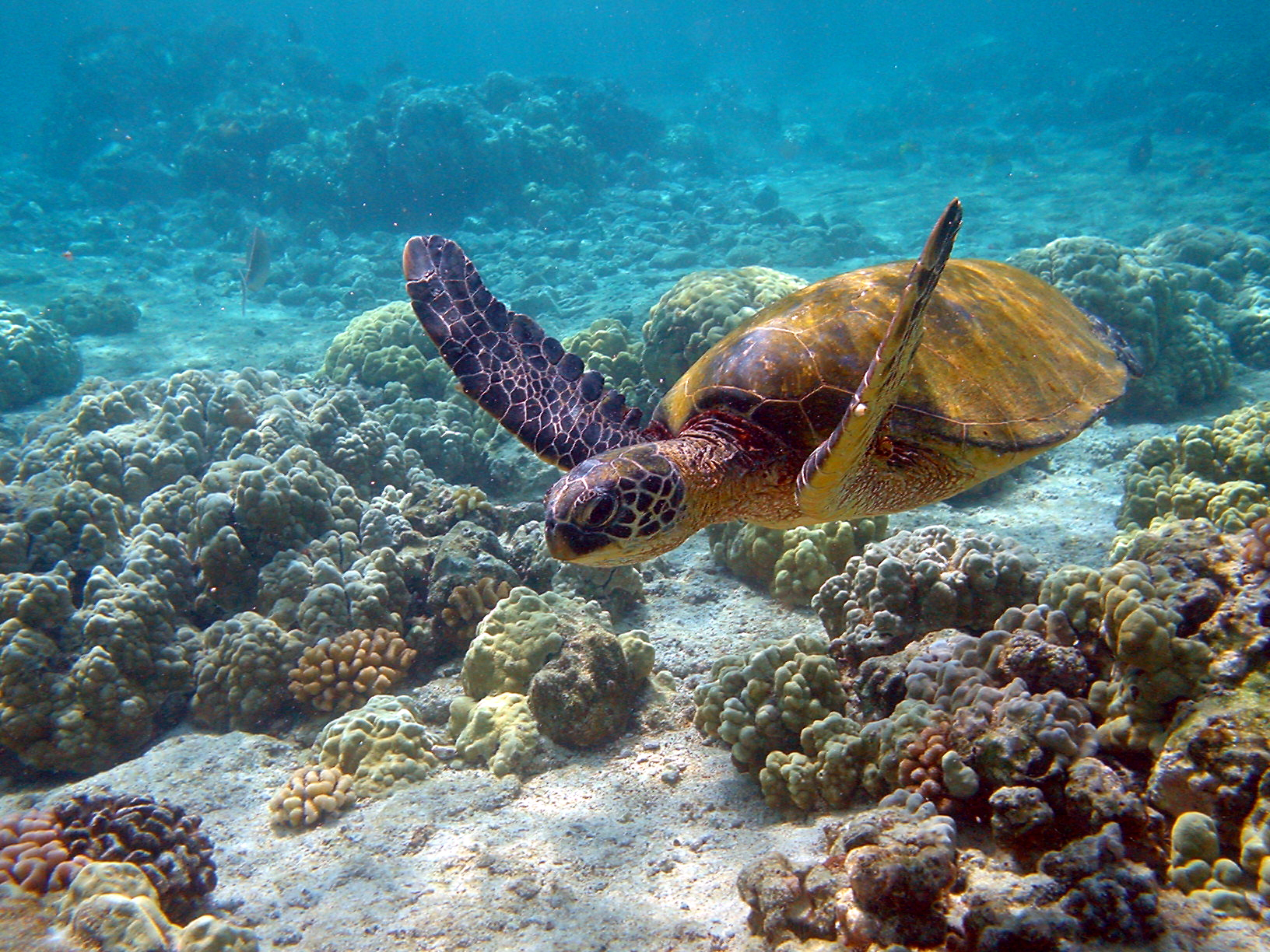
Зелёная черепаха
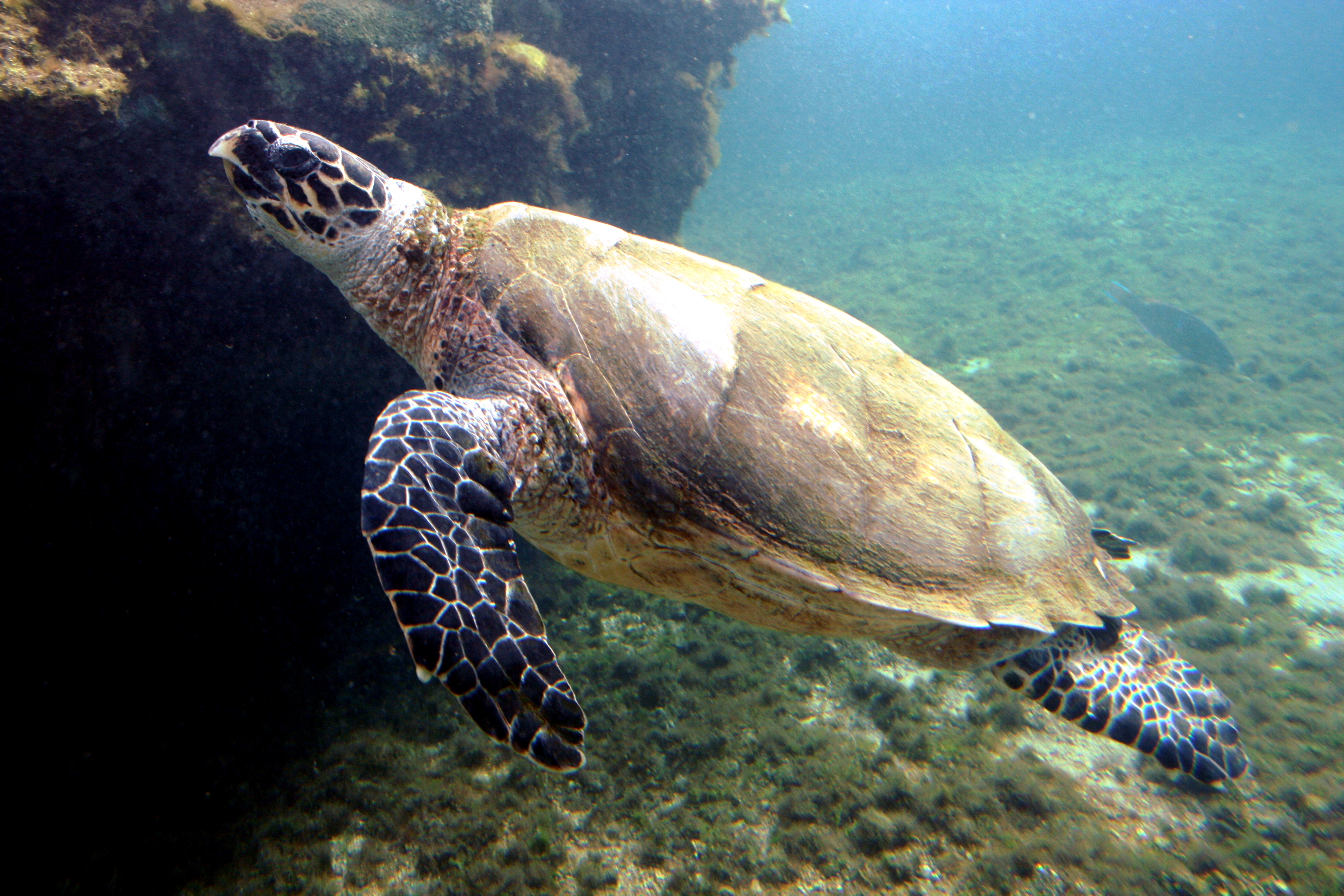
Бисса
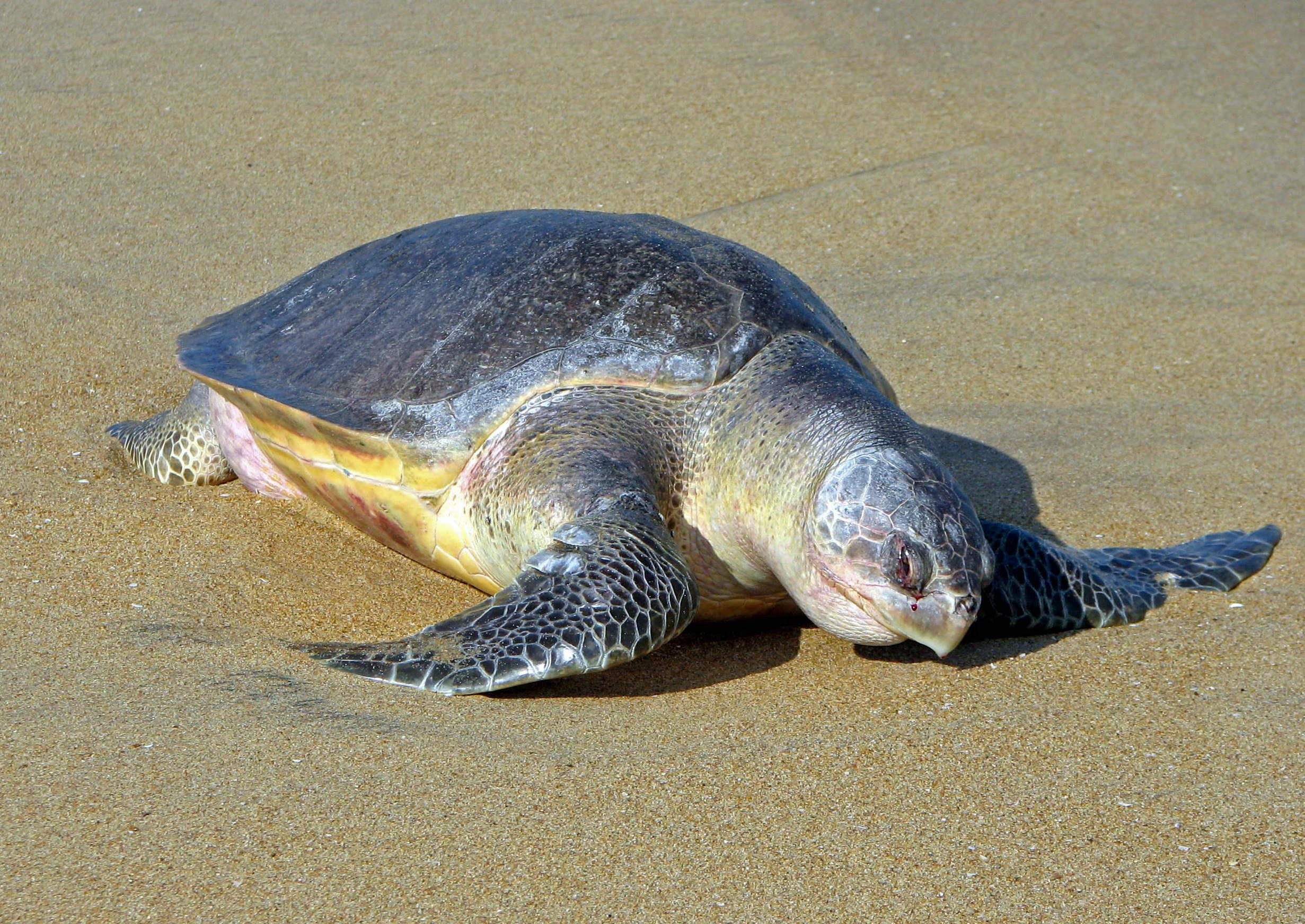
Оливковая черепаха
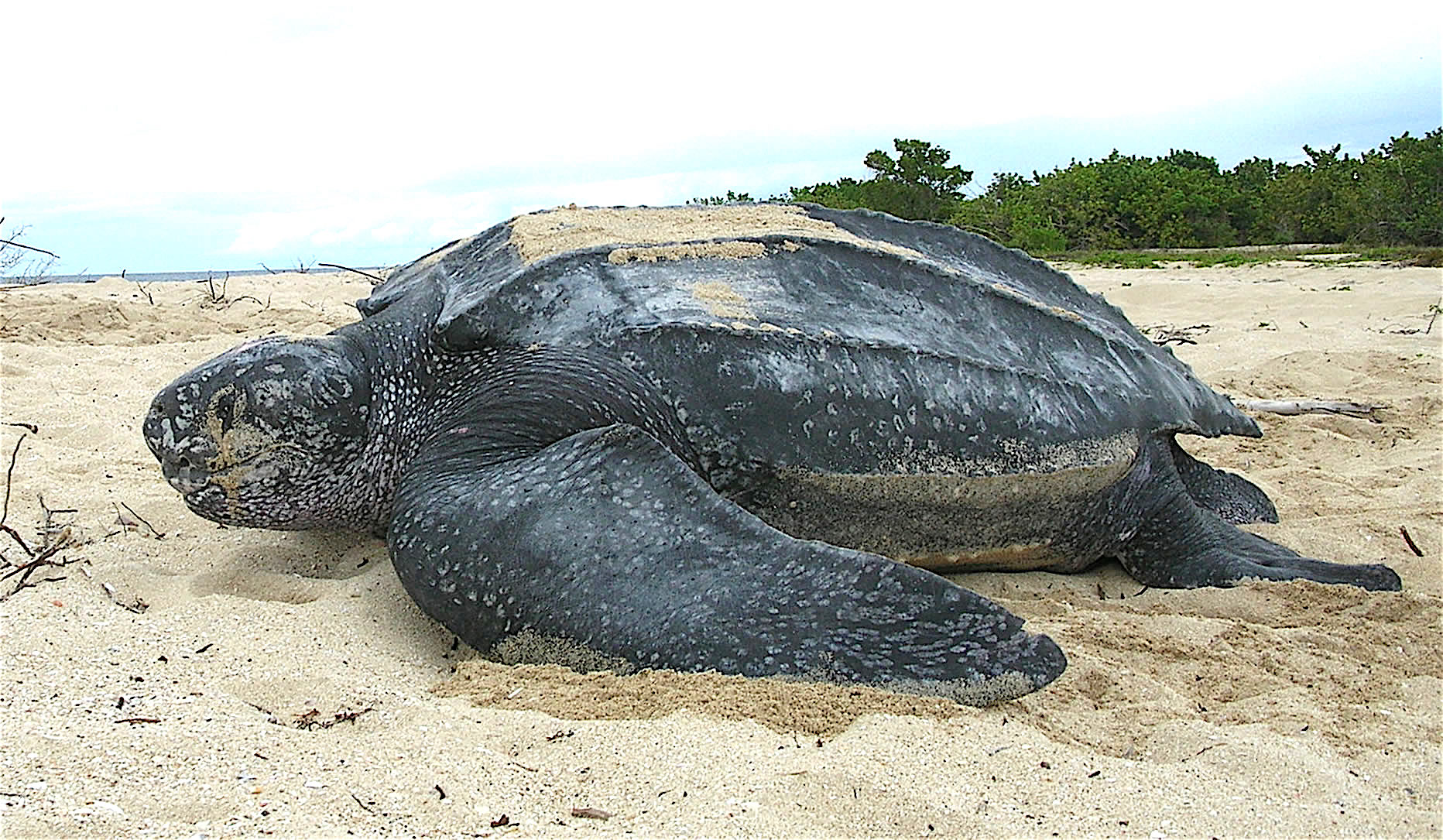
Кожистая черепаха